# 6-포스포글루콘산 탈수소효소
6-포스포글루콘산 탈수소효소(영어: 6-phosphogluconate dehydrogenase, 6PGD) (EC 1.1.1.44)는 오탄당 인산 경로의 효소이다. 6-포스포글루콘산 탈수소효소는 다음과 같이 6-포스포글루콘산으로부터 리불로스 5-인산을 형성하는 반응을 촉매한다.
6-포스포-D-글루콘산 + NAD(P)+  ⇄  D-리불로스 5-인산 + CO2 + NAD(P)H + H+
6-포스포글루콘산 탈수소효소는 NADP+의 존재 하에 6-포스포글루콘산의 리불로스 5-인산으로의 산화적 탈카복실화를 촉매하는 효소이다. 이 반응은 오탄당 인산 경로의 일부분이다. 원핵생물 및 진핵생물의 6-포스포글루콘산 탈수소효소는 서열이 고도로 보존된 약 470개의 아미노산으로 구성된 단백질이다. 6-포스포글루콘산 탈수소효소는 단량체가 독립적으로 작용하는 동종이량체이다. 각각은 주로 α-나선형의 큰 도메인과 작은 β-α-β 도메인을 포함하며, 혼합된 평행 및 역평행의 6가닥 β-시트를 포함한다. NADP+는 작은 도메인의 틈에 결합하고, 기질은 인접한 포켓에 결합한다.

## 생명공학적 중요성
최근에 6-포스포글루콘산 탈수소효소는 생체 내에서 역반응(즉, 환원적 카복실화)를 촉매하는 것으로 입증되었다. 대장균 선택 균주를 사용한 실험은 이 반응이 CO2와 5탄당만을 기반으로 한 바이오매스 형성을 지원하기에 충분히 효율적이라는 것을 보여주었다. 미래에 이러한 특성은 합성 탄소 고정 루트에 이용될 수 있을 것이다.

## 임상적 중요성
6-포스포글루콘산 탈수소효소를 암호화하는 유전자 내의 돌연변이는 적혈구에 영향을 미치는 상염색체 유전 질환인 6-포스포글루콘산 탈수소효소 결핍증을 초래한다.

### 약물의 표적으로의 가능성
6-포스포글루콘산 탈수소효소는 암세포의 대사에 관여하기 때문에 6-포스포글루콘산 탈수소효소 저해제가 모색되었다.

## 같이 보기
- 오탄당 인산 경로
- 6-포스포글루콘산
- 리불로스 5-인산
- 파리에틴 – 6-포스포글루콘산 탈수소효소 저해제

## 더 읽을거리
- Frampton EW, Wood WA (October 1961). “Carbohydrate oxidation by Pseudomonas fluorescens VI. Conversion of 2-keto-6-phosphogluconate to pyruvate”. 《The Journal of Biological Chemistry》 236: 2571–7. doi:10.1016/S0021-9258(19)61700-X. PMID 13894458.